# Dimorphanthera militaris
Dimorphanthera militaris är en ljungväxtart som beskrevs av J. J.Smith. Dimorphanthera militaris ingår i släktet Dimorphanthera och familjen ljungväxter. Inga underarter finns listade i Catalogue of Life.